# رودريغو باربوسا
رودريغو باربوسا هو مهندس برازيلي، ولد في 30 سبتمبر 1988 في ساو باولو في البرازيل.